# Atomic Heart (コンピュータゲーム)
『Atomic Heart』（アトミックハート、ロシア語: Атомное сердце）は、Mundfish製作によるキプロスのアクションロールプレイングゲームである。テクノロジーが急発展しロボットが普及した1955年のソビエト連邦を舞台に、ロボットが暴走した施設で任務を行うKGB特別捜査官を描く。
Focus Entertainmentが販売を担当し、日本ではBeep Japanが担当する。
Xbox Series X/S、Xbox One、PC（Steam、Microsoft Store）向けに2023年2月21日に発売された。PlayStation 4、PlayStation 5向けには2023年4月13日に発売予定。また、当初日本語対応は字幕のみであったが、後に吹替にも対応すると発表された。この吹替に関してはPS4,PS5版の発売と同日に全プラットフォームに提供される。

## ゲームプレイ
『Atomic Heart』は、アクションロールプレイング要素を備えたファーストパーソン・シューティング（FPS）ゲームである。ゲーム内の戦闘は即席の武器を使った射撃と近接攻撃で構成されており、ロボットや家電製品から取り外せる金属部品で武器を組み立てるクラフトシステムも搭載されている。ゲーム内の弾薬は少なく、敵に見つからないようにするスニーキングプレイも可能。クイックタイムイベント（QTE）もゲームに取り入れられている。

## プロット
『Atomic Heart』の舞台は1955年のパラレルワールドのソビエト連邦であり、インターネット、ホログラム、ロボットなどの技術がすでに発明されていた。主人公は精神的に不安定なKGB特別捜査官「P-3」で、政府から派遣されて音沙汰がなくなった製造施設を調査したが、施設の機械が暴走しており、また施設内で奇妙な生体工学実験が行われていたことを発見する。

## 開発
本作はUnreal Engine 4を使用し、GeForce RTXグラフィックカードのNvidia RTXとDLSS技術を実装している。
2022年2月のストーリートレーラーでは、Atomic Heartが「#######BER」に発売されることが示され、ゲームが2022年の9月（september）、10月（October）、11月（November）、12月（December）に発売されることを示唆した。しかし、その後11月になってゲームが2023年2月21日に発売予定であることが発表された。

## 評価
レビュー収集サイトのMetacriticによると、Atomic HeartのPC版のレビューは「概ね好意的（generally favorable）」であった一方、Xbox Series X版とPlayStation 5版は「賛否両論または平均的（mixed or average）」であった。